# Laure Mary
Pour les articles homonymes, voir Mary.
Laure Mary, née le 18 novembre 1974, est une haltérophile française.
Elle est sacrée championne de France dans la catégorie des moins de 69 kg en 1998 et 2000, dans la catégorie des moins de 70 kg en 1993, 1994, 1997 et dans la catégorie des moins de 75 kg en 2002.